# أولاد الطالب الغابة (أولاد عبد الله)
أولاد الطالب الغابة هو دُوَّار يقع بجماعة امڭارطو، إقليم سطات، جهة الدار البيضاء سطات في المملكة المغربية. ينتمي الدوّار لمشيخة أولاد عبدالله التي تضم 7 دواوير. يقدر عدد سكانه بـ 254 نسمة حسب الإحصاء الرسمي للسكان والسكنى لسنة 2004.

## روابط خارجية
- البوابة الوطنية للجماعات الترابية
- المندوبية السامية للتخطيط